# Westland Shopping Center
Westland Shopping Center is een overdekt winkelcentrum in Anderlecht in het Brussels Hoofdstedelijk Gewest. Het centrum werd geopend in 1972 en biedt ruimte aan ca. 110 winkels op een oppervlakte van 50.000 m², verdeeld over twee verdiepingen. Het winkelcentrum beschikt over 2342 parkeerplaatsen.

## Geschiedenis
Het winkelcentrum is gelegen aan de westzijde van Anderlecht aan de Brusselse ring. Het winkelcentrum dat werd geopend in 1972, is een van de eerste overdekte winkelcentra in België. In 2000 werd het winkelcentrum cosmetisch gerenoveerd. Eind jaren 2020 werd het winkelcentrum opnieuw gerenoveerd naar een ontwerp van DDS+-architecten. Door het ontbreken van eenheid in de gevels, het grote aantal ingangen en het introverte karakter van het centrum was de commerciële functie in het stedelijke beeld vertroebeld. Door de binnen- en buiteninrichting van het centrum te moderniseren kan weer aan de verwachtingen van de bezoekers worden voldaan. Daarnaast werd het winkelcentrum vergroot van 37.000 naar 50.000 m² en werd het energiezuinig  gemaakt.
Het centrum was eigendom van Redevco en AG Real Estate. In mei 2020 werden de eigendomsrechten van Redevco, goed voor 12.000 m² voor 40 miljoen euro overgenomen door AG Real Estate, waarmee zij volledig eigenaar werd.